# Nicolaes Maes

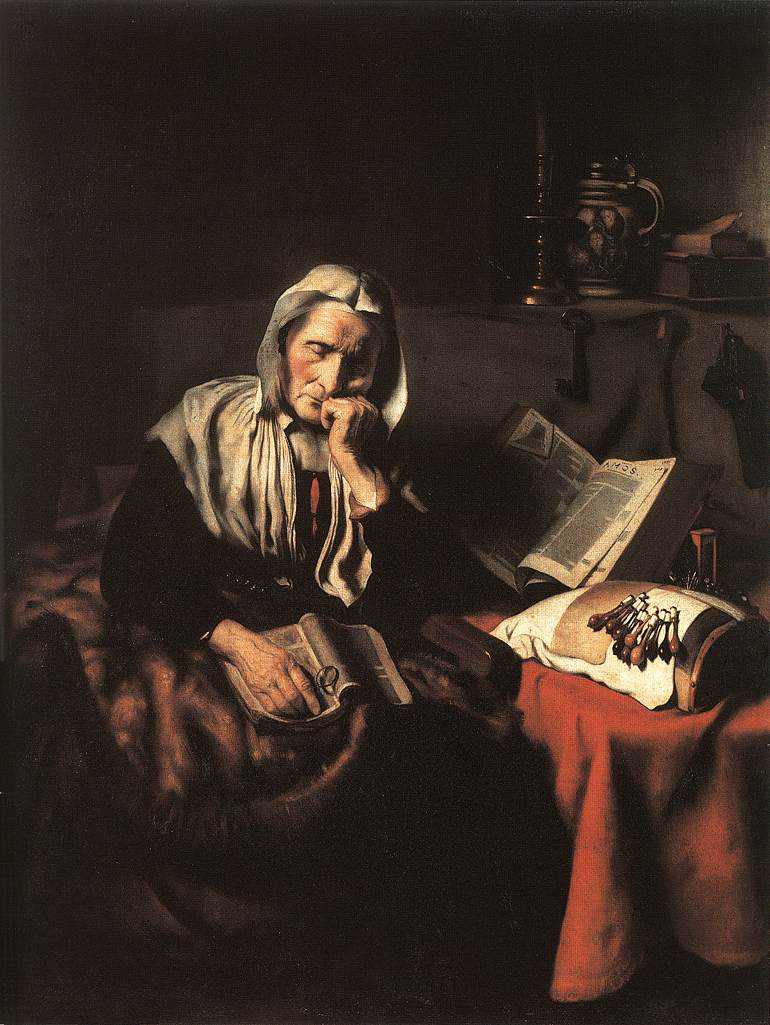
Stara kobieta drzemie (1656), Musées royaux des Beaux-Arts, Bruksela

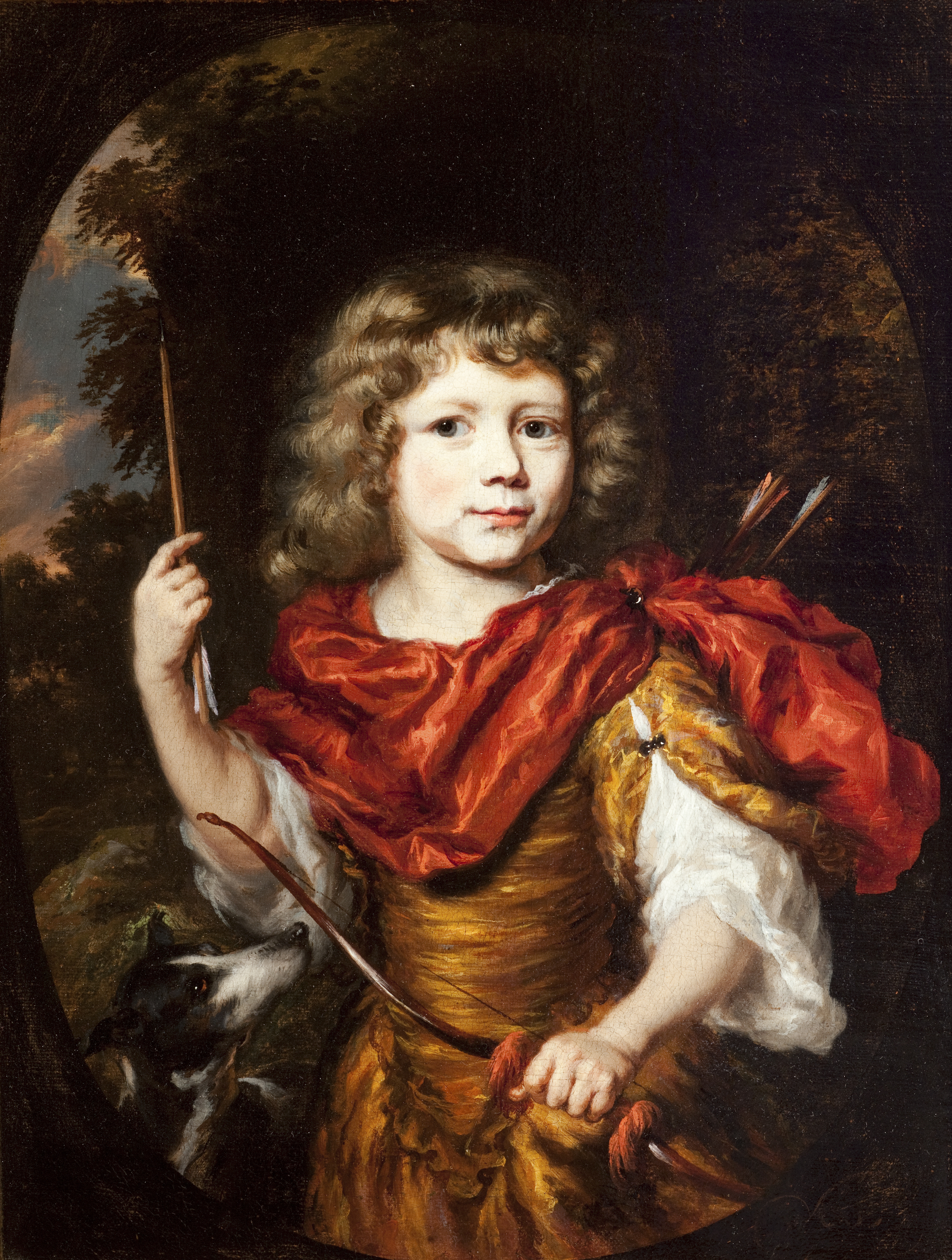
Portret chłopca z łukiem i psem (1673-1674), Muzeum Narodowego w Krakowie

Nicolaes Maes lub Maas (ur. w styczniu 1634 w Dordrechcie, zm. w listopadzie 1693 w Amsterdamie) – holenderski malarz okresu baroku, uczeń Rembrandta.

## Życiorys
W końcu lat 40. XVII w. kształcił się w warsztacie Rembrandta w Amsterdamie. W 1653 powrócił do Dordrechtu. W 1674 przeniósł się do Amsterdamu.
Najchętniej malował kobiety w domowych wnętrzach, młode służebne podglądające miłosne uściski lub podsłuchujące rozmowy domowników. Od ok. 1660 tworzył już tylko portrety.

## Wybrane dzieła
- Adoracja pasterzy (ok. 1660) – Los Angeles, J. Paul Getty Museum,
- Apostoł Tomasz (1656) – Kassel, Staatliche Museen,
- Chrystus błogosławiący dzieci – Londyn, National Gallery,
- Chrystus przed Piłatem (1649-50) – Budapeszt, Muzeum Sztuk Pięknych,
- Dziewczyna w oknie – Amsterdam, Rijksmuseum,
- Jacobus Trip – Haga, Mauritshuis,
- Koronczarka (ok. 1656) – Nowy Jork, Metropolitan Museum of Art,
- Leniwa służąca (1655) – Londyn, National Gallery,
- Niegrzeczny dobosz (ok. 1655) – Madryt, Muzeum Thyssen-Bornemisza,
- Portret chłopca z łukiem i psem (1673-1674) - Kolekcja „Europeum” Muzeum Narodowego w Krakowie,
- Portret kobiety (1667) – Arras, Musée d’Arras,
- Portret mężczyzny – Warszawa, Muzeum Narodowe,
- Portret mężczyzny (1666-67) – Madryt, Muzeum Thyssen-Bornemisza,
- Portret mężczyzny w peruce (1676) - Łódź, Muzeum Sztuki,
- Portret młodej kobiety (1678) – St. Petersburg, Ermitaż,
- Stara kobieta drzemie (1656) – Bruksela, Musées des Royaux des Beaux-Arts,
- Prządka (1655) – Amsterdam, Rijksmuseum,
- Stara kobieta modląca się – Paryż, Luwr,
- Stara kobieta obierająca jabłka – Berlin, Gemäldegalerie,
- Syndyk chirurgów – Amsterdam, Rijksmuseum,
- Szyjąca dziewczyna (1655) – Londyn, Kolekcja Harolda Samuela,
- Wygnanie Hagar (1653) – Nowy Jork, Metropolitan Museum of Art.